# UCI-Cyclocross-Weltcup 2016/17
Beim UCI-Cyclocross-Weltcup 2016/17 wurden von September 2016 bis Januar 2017 durch die Union Cycliste Internationale Weltcup-Sieger im Cyclocross ermittelt. 

## Elite

### Frauen
| Rnd | Datum              | Ort            | Erste                       | Zweite                      | Dritte                      |
| --- | ------------------ | -------------- | --------------------------- | --------------------------- | --------------------------- |
| 1   | 21. September 2016 | Las Vegas      | Sophie de Boer              | Kateřina Nash               | Katherine Compton           |
| 2   | 24. September 2016 | Iowa City      | Katherine Compton           | Caroline Mani               | Kaitlin Antonneau           |
| 3   | 23. Oktober 2016   | Valkenburg     | Thalita de Jong             | Sophie de Boer              | Sanne Cant                  |
| 4   | 20. November 2016  | Koksijde       | wegen starkem Wind abgesagt | wegen starkem Wind abgesagt | wegen starkem Wind abgesagt |
| 5   | 26. November 2016  | Zeven          | Sanne Cant                  | Katherine Compton           | Alice Maria Arzuffi         |
| 6   | 18. Dezember 2016  | Namur          | Kateřina Nash               | Eva Lechner                 | Sophie de Boer              |
| 7   | 26. Dezember 2016  | Heusden-Zolder | Marianne Vos                | Sanne Cant                  | Kateřina Nash               |
| 8   | 15. Januar 2017    | Fiuggi         | Marianne Vos                | Kateřina Nash               | Sophie de Boer              |
| 9   | 22. Januar 2017    | Hoogerheide    | Marianne Vos                | Lucinda Brand               | Annemarie Worst             |

Gesamtwertung
| Platz | Name           | Punkte |
| ----- | -------------- | ------ |
| 1     | Sophie de Boer | 484    |
| 2     | Sanne Cant     | 395    |
| 3     | Kateřina Nash  | 393    |
| 4     | Ellen Van Loy  | 353    |
| 5     | Eva Lechner    | 298    |
| 6     | Ellen Noble    | 282    |

### Männer
| Rnd | Datum              | Ort            | Erster                      | Zweiter                     | Dritter                     |
| --- | ------------------ | -------------- | --------------------------- | --------------------------- | --------------------------- |
| 1   | 21. September 2016 | Las Vegas      | Wout Van Aert               | Michael Vanthourenhout      | Laurens Sweeck              |
| 2   | 24. September 2016 | Iowa City      | Wout Van Aert               | Kevin Pauwels               | Laurens Sweeck              |
| 3   | 23. Oktober 2016   | Valkenburg     | Mathieu van der Poel        | Wout Van Aert               | Michael Vanthourenhout      |
| 4   | 20. November 2016  | Koksijde       | wegen starkem Wind abgesagt | wegen starkem Wind abgesagt | wegen starkem Wind abgesagt |
| 5   | 26. November 2016  | Zeven          | Mathieu van der Poel        | Wout Van Aert               | Kevin Pauwels               |
| 6   | 18. Dezember 2016  | Namur          | Mathieu van der Poel        | Wout Van Aert               | Kevin Pauwels               |
| 7   | 26. Dezember 2016  | Heusden-Zolder | Wout Van Aert               | Laurens Sweeck              | Kevin Pauwels               |
| 8   | 15. Januar 2017    | Fiuggi         | Wout Van Aert               | Marcel Meisen               | Tom Meeusen                 |
| 9   | 22. Januar 2017    | Hoogerheide    | Lars van der Haar           | Tom Meeusen                 | Corné van Kessel            |

Gesamtwertung
| Platz | Name                   | Punkte |
| ----- | ---------------------- | ------ |
| 1     | Wout Van Aert          | 530    |
| 2     | Kevin Pauwels          | 474    |
| 3     | Tom Meeusen            | 447    |
| 4     | Michael Vanthourenhout | 384    |
| 5     | Laurens Sweeck         | 373    |
| 6     | Corné van Kessel       | 345    |

## U23

### Männer
| Rnd | Datum             | Ort            | Erster                      | Zweiter                     | Dritter                     |
| --- | ----------------- | -------------- | --------------------------- | --------------------------- | --------------------------- |
| 1   | 23. Oktober 2016  | Valkenburg     | Gioele Bertolini            | Joris Nieuwenhuis           | Quinten Hermans             |
| 2   | 20. November 2016 | Koksijde       | wegen starkem Wind abgesagt | wegen starkem Wind abgesagt | wegen starkem Wind abgesagt |
| 3   | 26. November 2016 | Zeven          | Joris Nieuwenhuis           | Eli Iserbyt                 | Quinten Hermans             |
| 4   | 18. Dezember 2016 | Namur          | Joris Nieuwenhuis           | Quinten Hermans             | Thijs Aerts                 |
| 5   | 26. Dezember 2016 | Heusden-Zolder | Joris Nieuwenhuis           | Clément Russo               | Adam Toupalik               |
| 6   | 15. Januar 2017   | Fiuggi         | Eli Iserbyt                 | Gioele Bertolini            | Quinten Hermans             |
| 7   | 22. Januar 2017   | Hoogerheide    | Joris Nieuwenhuis           | Clément Russo               | Thijs Aerts                 |

Gesamtwertung
| Platz | Name              | Punkte |
| ----- | ----------------- | ------ |
| 1     | Joris Nieuwenhuis | 240    |
| 2     | Quinten Hermans   | 185    |
| 3     | Clément Russo     | 180    |
| 4     | Gioele Bertolini  | 176    |
| 5     | Eli Iserbyt       | 175    |
| 6     | Thijs Aerts       | 165    |

## Junioren

### Männer
| Rnd | Datum             | Ort            | Erster                      | Zweiter                     | Dritter                     |
| --- | ----------------- | -------------- | --------------------------- | --------------------------- | --------------------------- |
| 1   | 23. Oktober 2016  | Valkenburg     | Yentl Bekaert               | Antoine Benoist             | Andreas Goeman              |
| 2   | 20. November 2016 | Koksijde       | wegen starkem Wind abgesagt | wegen starkem Wind abgesagt | wegen starkem Wind abgesagt |
| 3   | 26. November 2016 | Zeven          | Jelle Camps                 | Toon Vandebosch             | Thomas Pidcock              |
| 4   | 18. Dezember 2016 | Namur          | Thomas Pidcock              | Antoine Benoist             | Maxime Bonsergent           |
| 5   | 26. Dezember 2016 | Heusden-Zolder | Thymen Arensman             | Toon Vandebosch             | Andreas Goeman              |
| 6   | 15. Januar 2017   | Fiuggi         | Antoine Benoist             | Maxime Bonsergent           | Toon Vandebosch             |
| 7   | 22. Januar 2017   | Hoogerheide    | Thomas Pidcock              | Ben Turner                  | Timo Kielich                |

Gesamtwertung
| Platz | Name            | Punkte |
| ----- | --------------- | ------ |
| 1     | Toon Vandebosch | 180    |
| 2     | Antoine Benoist | 178    |
| 3     | Thomas Pidcock  | 165    |
| 4     | Yentl Bekaert   | 154    |
| 5     | Andreas Goeman  | 146    |
| 6     | Thymen Arensman | 137    |